# 濟州民軍複合型觀光美港
濟州民軍複合型觀光美港（：／；或濟州海軍基地（제주해군기지）是一處位於韓國濟州特別自治道西歸浦市的海軍基地或港之一。

## 派駐單位
- 大韓民國海軍
  - 第七機動戰團（朝鲜语：제7기동전단）